# 데니스 버클리

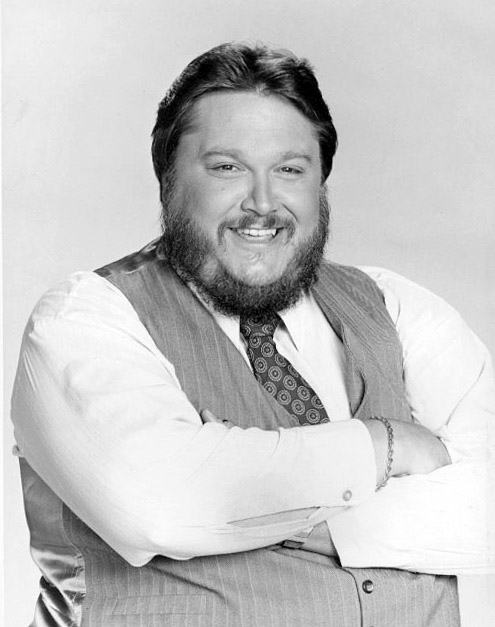

데니스 버클리(Dennis Burkley, 1945년 9월 10일 ~ 2013년 7월 14일)는 미국의 영화 감독, 텔레비전 배우, 영화배우, 성우, 각본가이다.
밴나이즈에서 태어났으며 셔먼오크스에서 사망하였다. 사인은 심근 경색이다.

## 영화
- 페인티드 우먼 (2012년)
- 레피테이션 (2005년)
- 키프 유어 디스턴스 (2005년) - 거스 역
- 나이트 클럽 (2001년)
- 퍼스트 나인 하프 위크 (1998년)
- 킹 오브 더 힐 (1997년)
- 파더스 데이 (1997년) - 캘빈 역
- 샤이엔 (1996년)
- 틴 컵 (1996년) - 얼 역
- 못말리는 사위 (1993년)
- 글래시스 건맨 (1992년)
- 어둠 속의 영웅 (1992년)
- 사이드 킥 (1992년)
- 러쉬 (1991년)
- 우주에서 온 사나이 (1991년) - 딕 역
- 도어즈 (1991년) - 독 역
- 엄마는 해결사 (1991년)
- 열정의 람바다 (1990년)
- 후레치 2 (1989년)
- 누명 (1989년)
- 메론 (1987년)
- 화려한 유혹 (1987년)
- 노 웨이 아웃 (1987년) - 메이트 역
- 스튜어디스 스쿨 (1986년)
- 집행자 (1986년)
- 사위 합동 작전 (1985년)
- 머피의 로맨스 (1985년)
- 슬러거의 아내 (1985년)
- 마스크 (1985년)
- 아마츄어 나이트 (1979년)
- 해저드 마을의 듀크 가족 (1979년)
- 레이저블래스트 (1978년)
- 영웅들 (1977년)
- 스테이 헝그리 (1976년)